# Dębniki (Kraków)

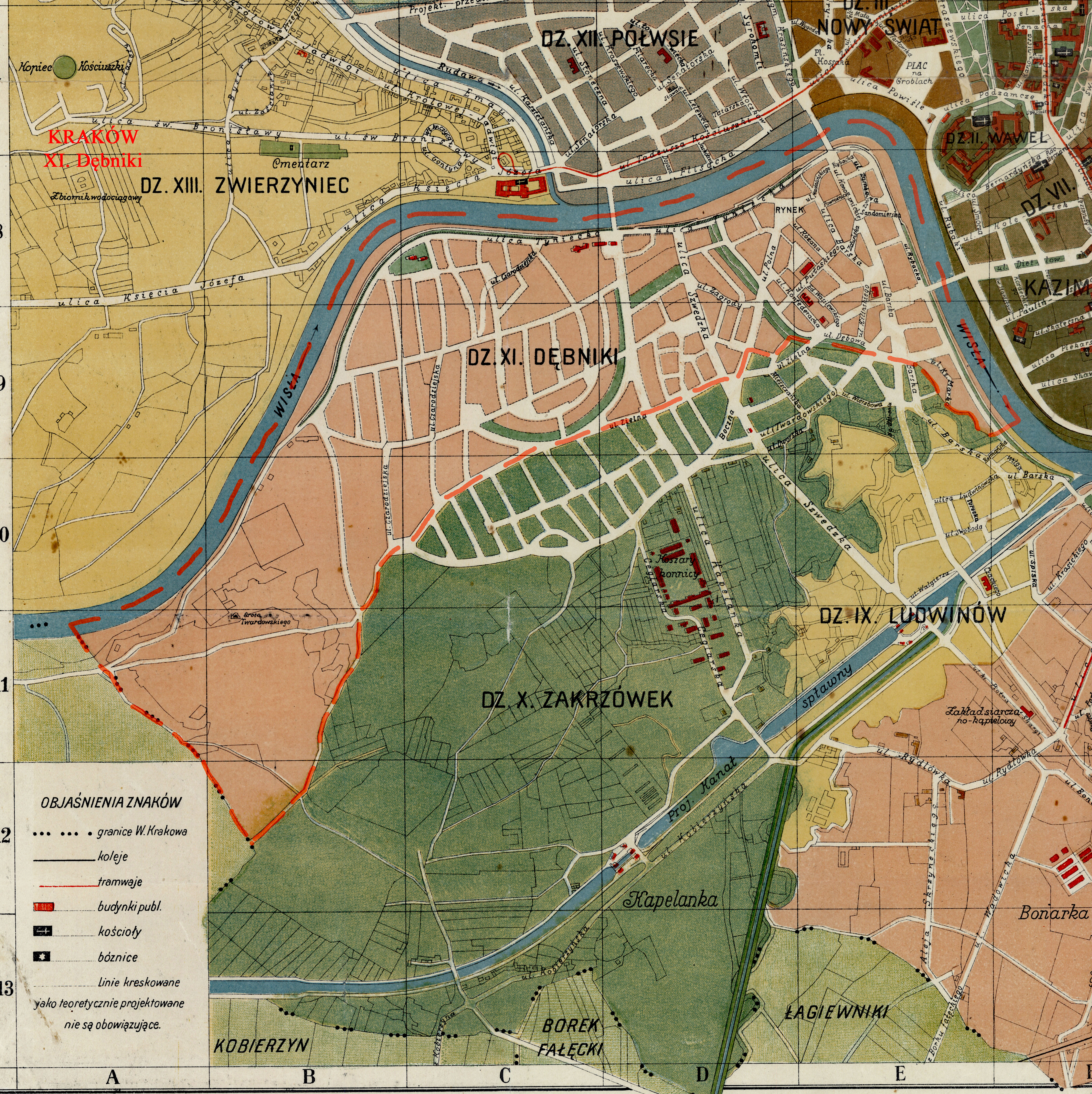
Dębniki na planie z 1916 roku jako dzielnica Krakowa.

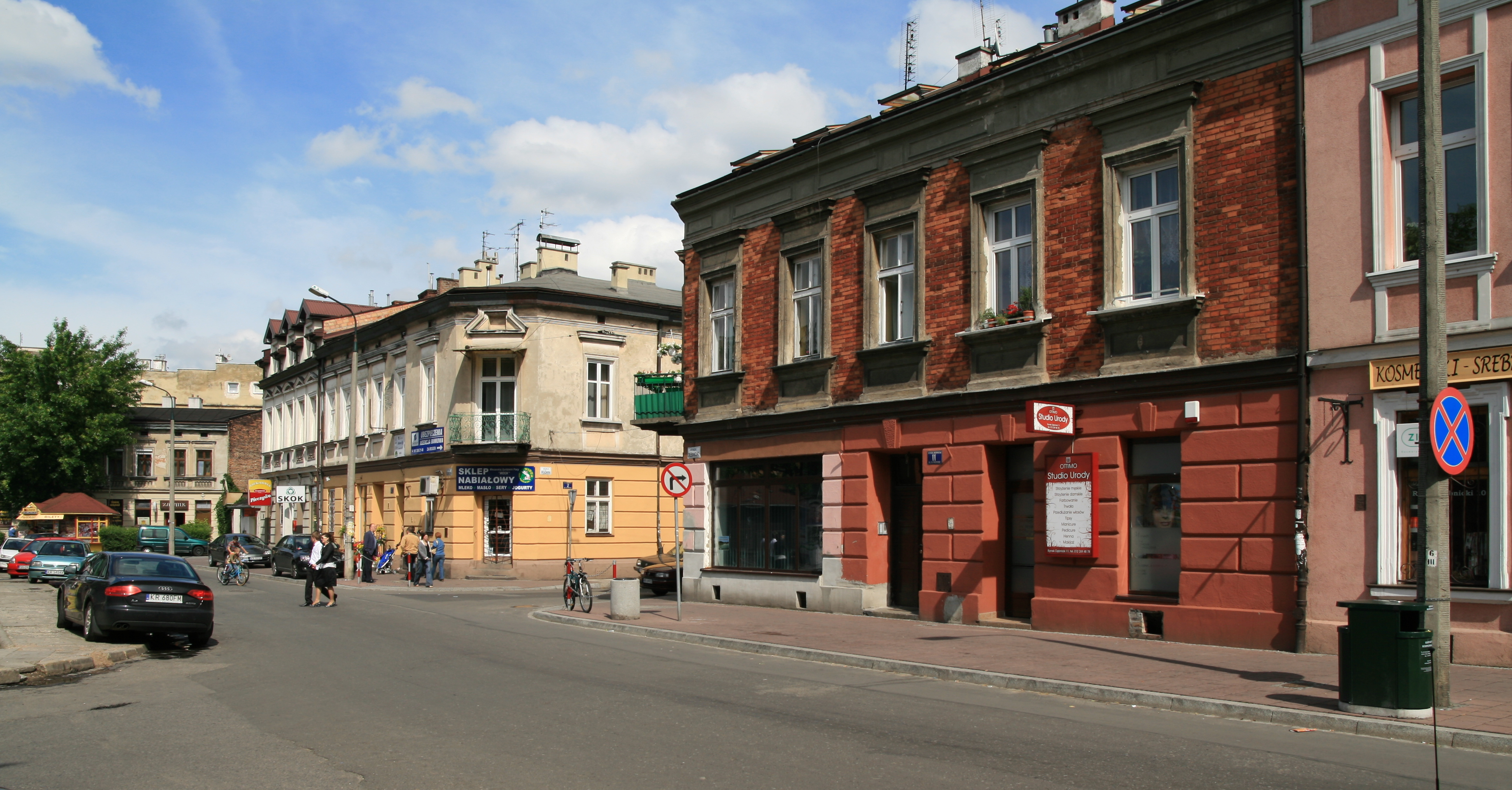
Rynek Dębnicki

Dębniki – obszar Krakowa wchodzący w skład Dzielnicy VIII Dębniki. Położone są na prawym, południowym brzegu Wisły, ograniczony ul. Monte Cassino od mostu Grunwaldzkiego, ul. Zielną, ul. Norymberską i rzeką Wisłą. Dębniki zostały włączone do Krakowa w 1909 roku jako XI dzielnica katastralna.
Wieś położona w drugiej połowie XVI wieku w powiecie szczyrzyckim województwa krakowskiego, należała do wielkorządów krakowskich.

## Historia

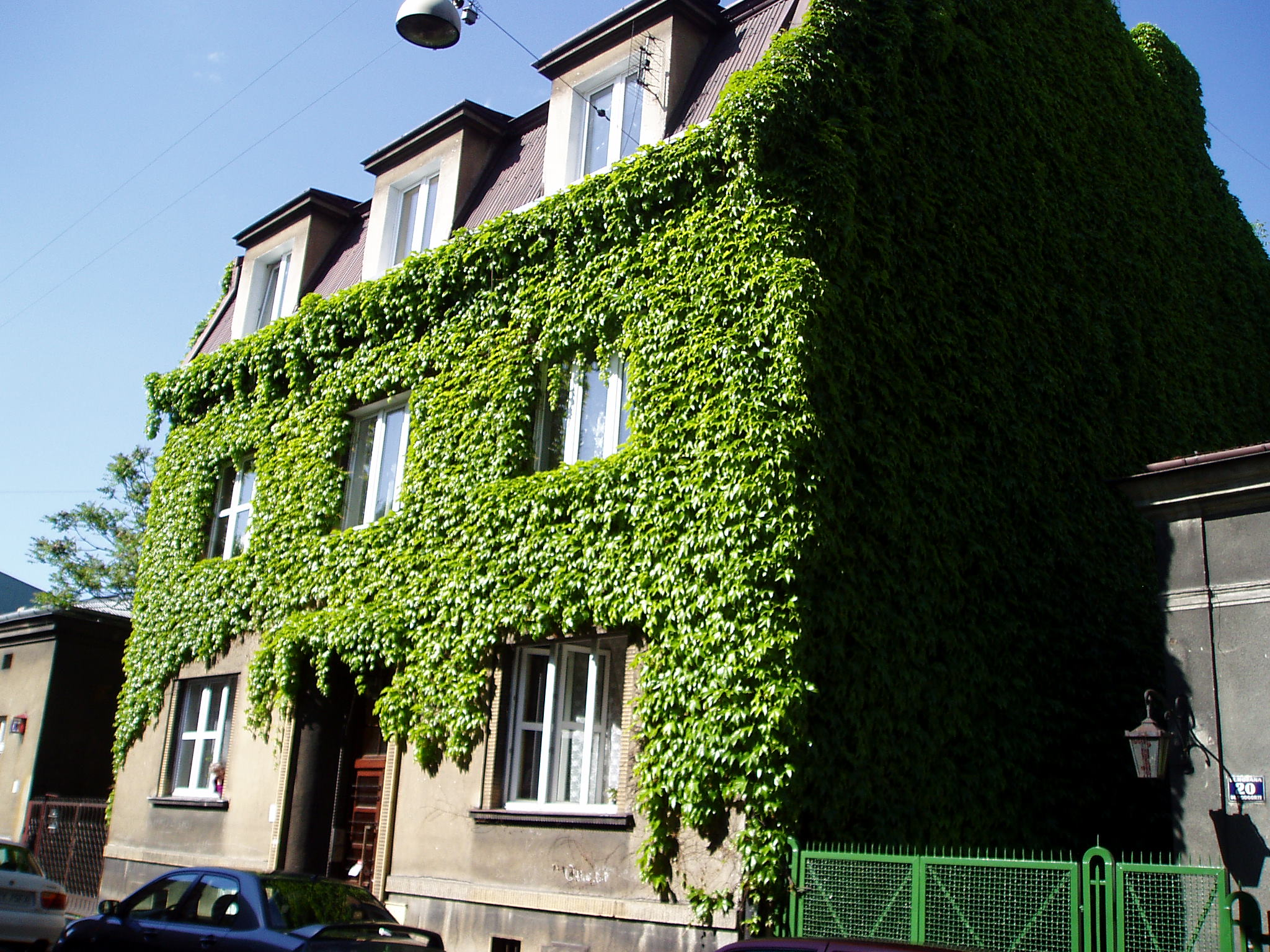
Stara kamienica w Dębnikach

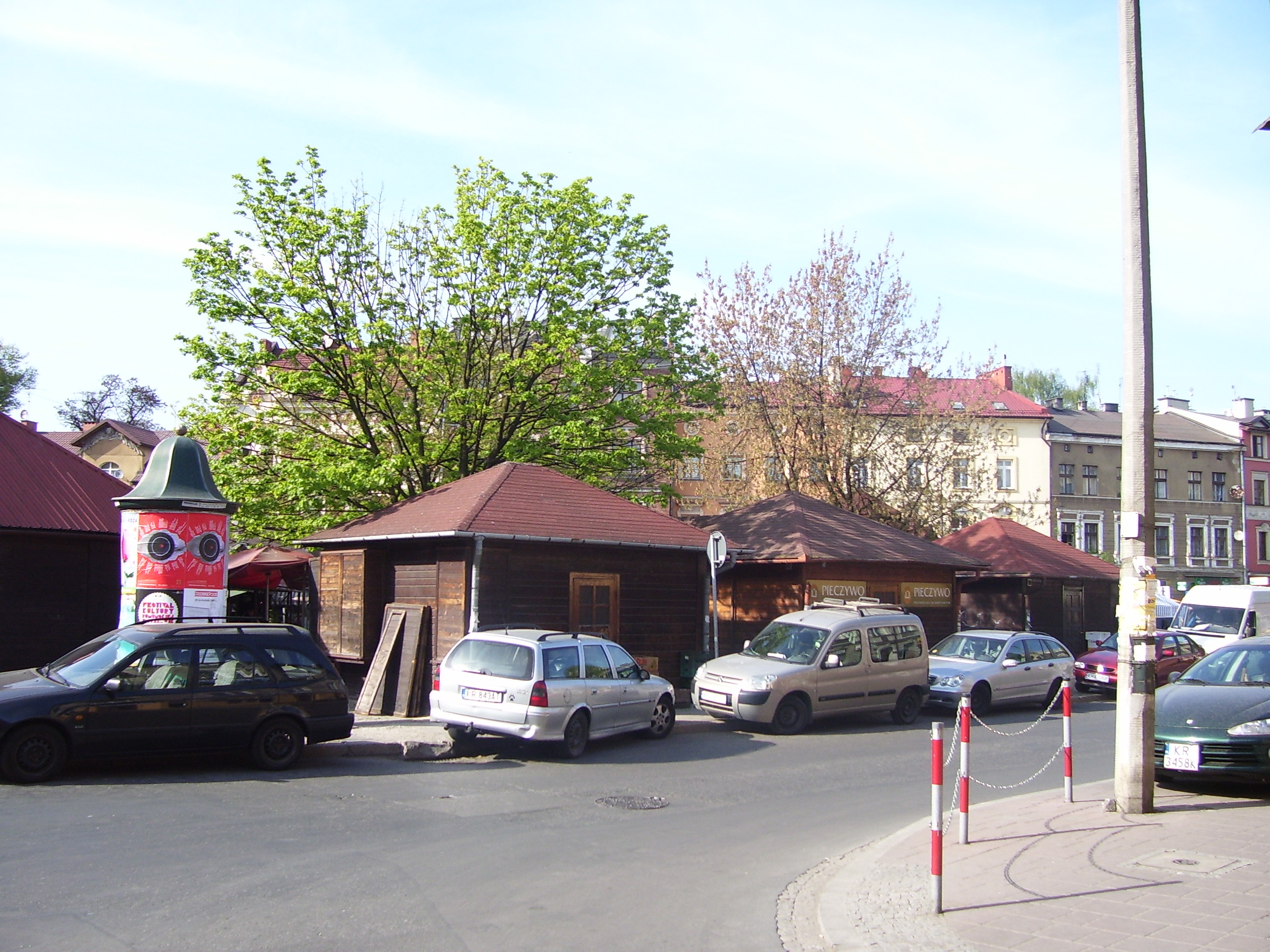
Rynek Dębnicki

Pierwsze wzmianki o Dębnikach, wcześniej znanych jako oddzielna wieś, pochodzą z 1254 r. Być może w końcu XIV w. włączono do Dębnik położoną w rejonie Skał Twardowskiego Zawadę. W wieku XIX wieś Rybaki połączyła się z Dębnikami. W 1888 r. Austriacy wznieśli na Wiśle most kolei obwodowej Kraków – Bonarka, przebudowany w 1910 r. na drogowy, wysadzony w 1945 r. przez Niemców, odbudowany w roku 1952. 
W 1889 r. przy ul. Barskiej 12 powstałą Fabryka Pieców Kaflowych Józefa Niedźwieckiego i Spółki, produkująca ceramikę użyteczną i artystyczną. Związani z nią byli m.in. rzeźbiarz i profesor Akademii Sztuk Pięknych Konstanty Laszczka, architekt Józef Pokutyński, Beata z Matejków Kirchmayerowa (córka Jana Matejki) i Stefan Matejko (bratanek malarza). Dyrektorem fabryki do 1908 r. był Jan Sławiński, a modelarzem i konstruktorem pieców jego brat, Tadeusz Sławiński. Pomimo wysokiej wartości artystycznej wyrobów fabryka została zlikwidowana w 1919 r.
W początkach XX wieku, po przyłączeniu do Krakowa, powstał niezrealizowany projekt przeistoczenia Dębnik w dzielnicę ogród.
W 1938 roku do domu Feliksa Kaczorowskiego, na ul. Tynieckiej 10 wprowadził się Karol Wojtyła i mieszkał tam do zakończenia wojny. Przy ul. Różanej 11 mieszkał Jan Tyranowski przewodnik duchowy młodego Karola Wojtyły.
W roku 1990 utworzono dzielnicę VIII Dębniki. W jej skład, poza obszarem dawnej wsi o tej nazwie, weszły również włączone do Krakowa w 1941 r. dawne wsie: Kostrze, Bodzów, Skotniki i Pychowice. W skład dzielnicy weszły również Zakrzówek oraz osiedla Podwawelskie i Ruczaj-Zaborze.
Nad Wisłą na terenie Dębnik powstał Park Dębnicki.
Przy ul. Tynieckiej 39 znajduje się Wyższe Seminarium Duchowne Towarzystwa Salezjańskiego, przy którym mają siedziby: Salezjańskie Centrum Wychowania i Duszpasterstwa Młodzieży oraz Salezjański Wolontariat Misyjny „Młodzi Światu”.

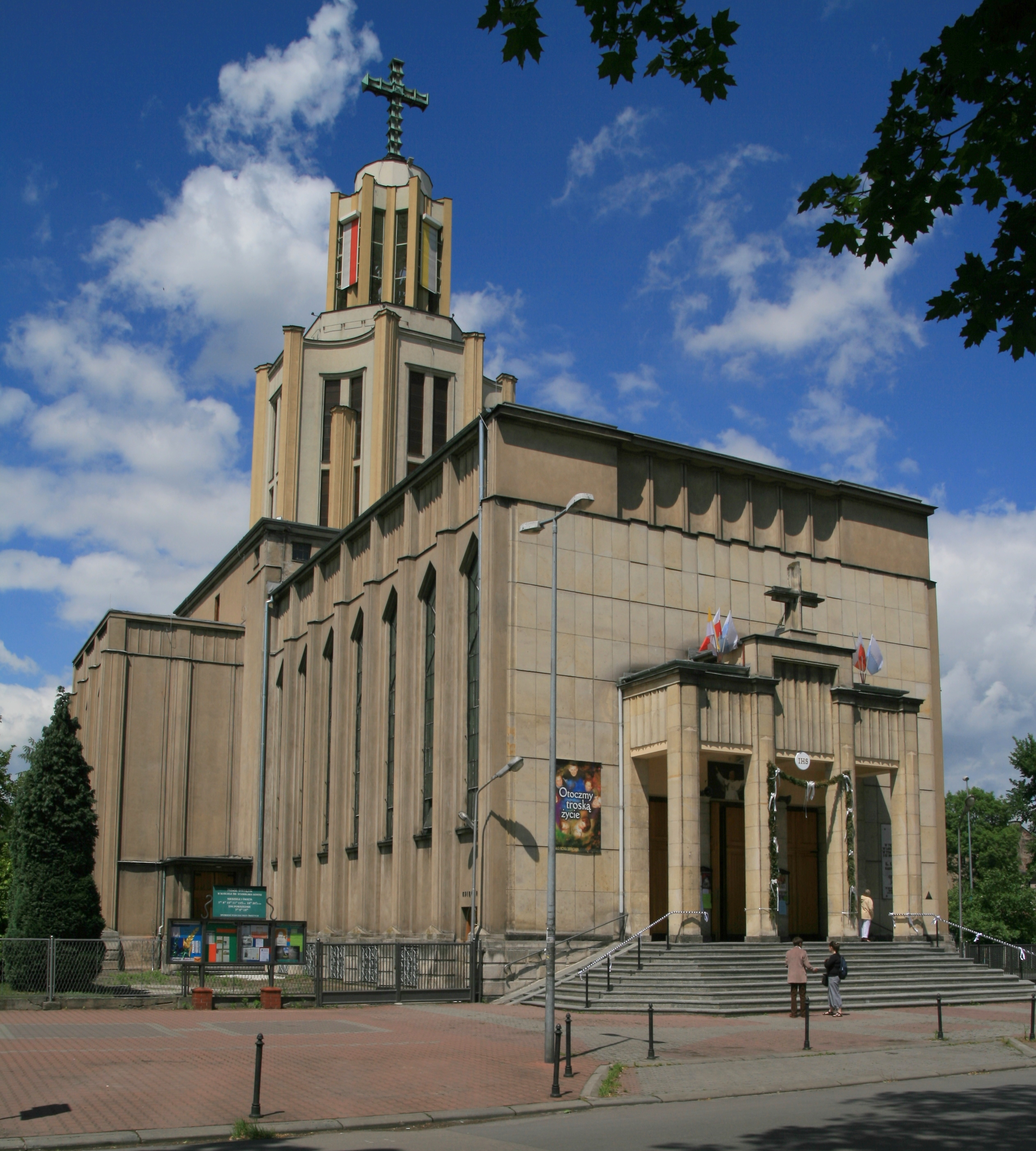
Kościół Św. Stanisława Kostki

## Kościół św. Stanisława Kostki
Murowany kościół zgromadzenia salezjanów wybudowany został w latach 1932–1938 w stylu modernistycznym. W 2002 roku kościół odwiedził papież Jan Paweł II, gdyż w tym kościele odprawił on, w dniu 3 listopada 1946 roku, swoją mszę prymicyjną.
Przy kościele znajduje się inspektorat zakonu i salezjańskie organizacje młodzieżowe Saltrom i Salos.

## Szkoły
- Zespół Szkół Ogólnokształcących nr 33
- Zespół Szkół Ogólnokształcących Integracyjnych nr 2
- Szkoła Podstawowa z oddziałami integracyjnymi nr 30
- Szkoła Podstawowa nr 62
- Szkoła Podstawowa nr 151
- Szkoła Podstawowa z oddziałami integracyjnymi nr 158
- Zespół Szkół Łączności
- Specjalny Ośrodek Szkolno-Wychowawczy dla Dzieci Niewidomych i Słabowidzących

## Instytucje i obiekty
- Centrum Sztuki i Techniki Japońskiej „Manggha”
- Stadion i korty TS Tramwaj
- Dębnicki Ośrodek Kultury „Tęcza” – dawny dom społeczny Osiedla Robotniczego przy ul. Praskiej
- Biblioteka Kraków – Biblioteka Główna (ul. Powroźnicza 2)
- Czytelnia Informacyjno-Bibliograficzna
- Dom Pomocy Społecznej przy ul. Praskiej 25
- Dom Pomocy Społecznej im. Brata Alberta przy ul. Nowaczyńskiego 1, modernistyczny budynek projektu Czesława Boratyńskiego i Edwarda Kreislera, powstał w latach 1935–1938
- Wyższe Seminarium Duchowne Towarzystwa Salezjańskiego wraz z Kościołem NMP Wspomożenia Wiernych
- Kaplica św. Piotra i św. Pawła
- Pałac Lasockich przy ul. Tynieckiej 18
- Rodzinny ogród działkowy Dębniki, przy ul. Praskiej 28, powstał w 1931 r. i jest prawdopodobnie najstarszym tego typu ogrodem w Polsce.
- przy Rynku Dębnickim oraz okolicznych ulicach znajduje się wiele zabytkowych, ciekawych historycznie i architektonicznie budynków: kamienic i willi.
- siedziba Dowództwa Wojsk Specjalnych przy ul. Tynieckiej 45
- Kapliczka słupowa z XVII wieku. Pierwotnie stała przy ul. Twardowskiego, obecnie znajduje się obok Centrum Kongresowego przy ul. Konopnickiej[5].

## Galeria

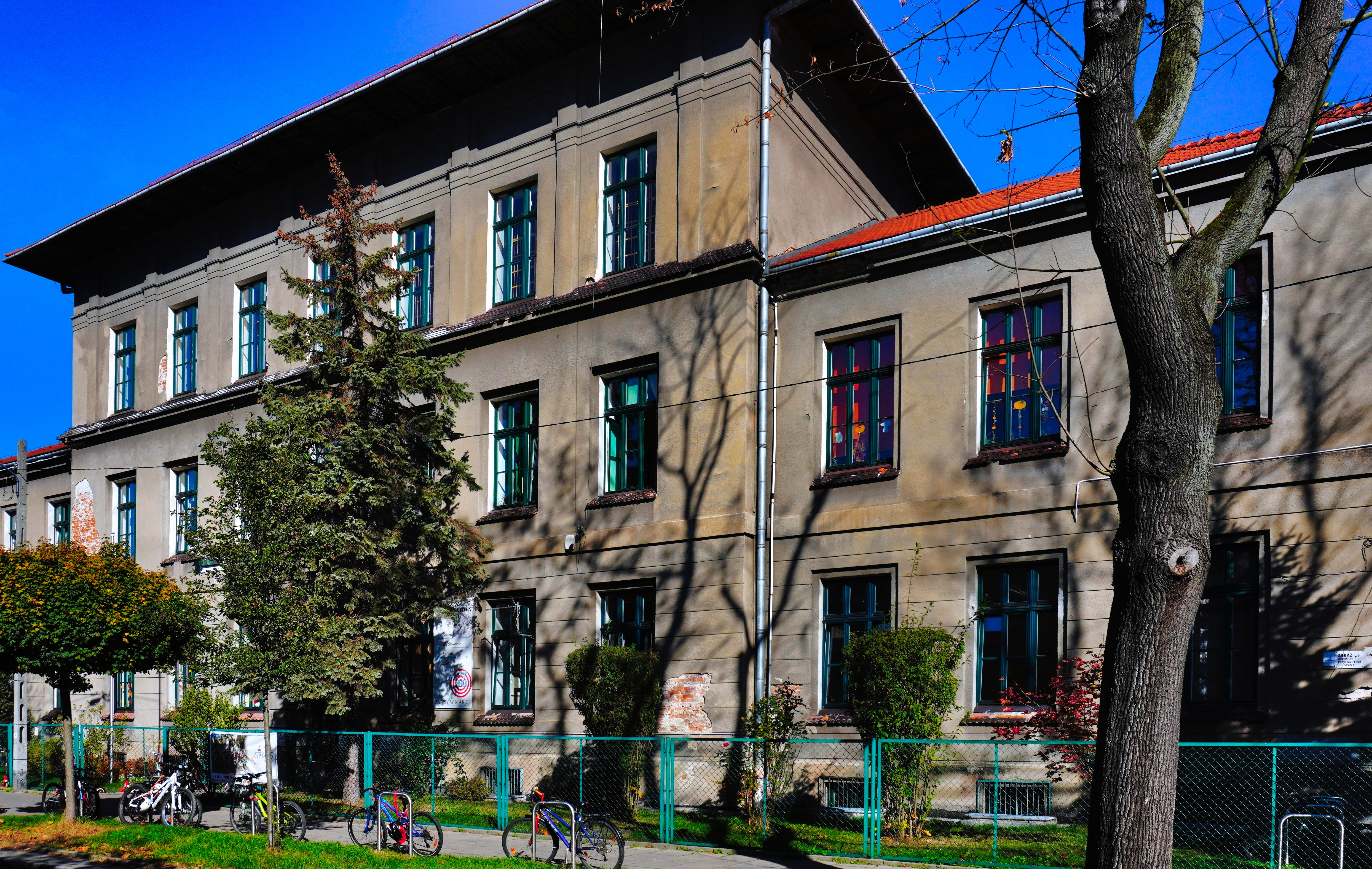
Szkoła Podstawowa nr 30 przy ul. Konfederackiej 12, dawna szkoła ludowa, proj. Jan Zawiejski 1912.
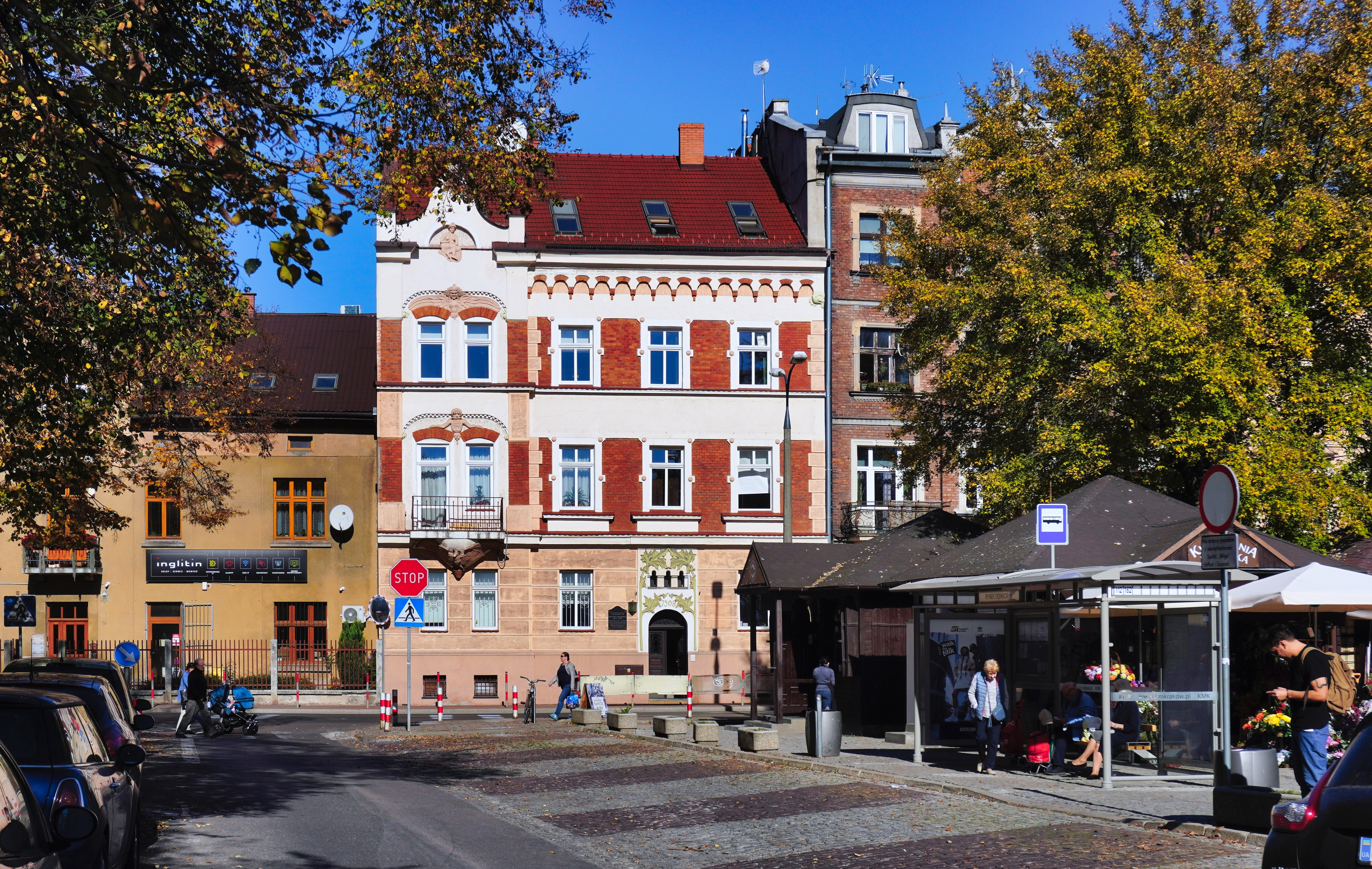
Rynek Dębnicki
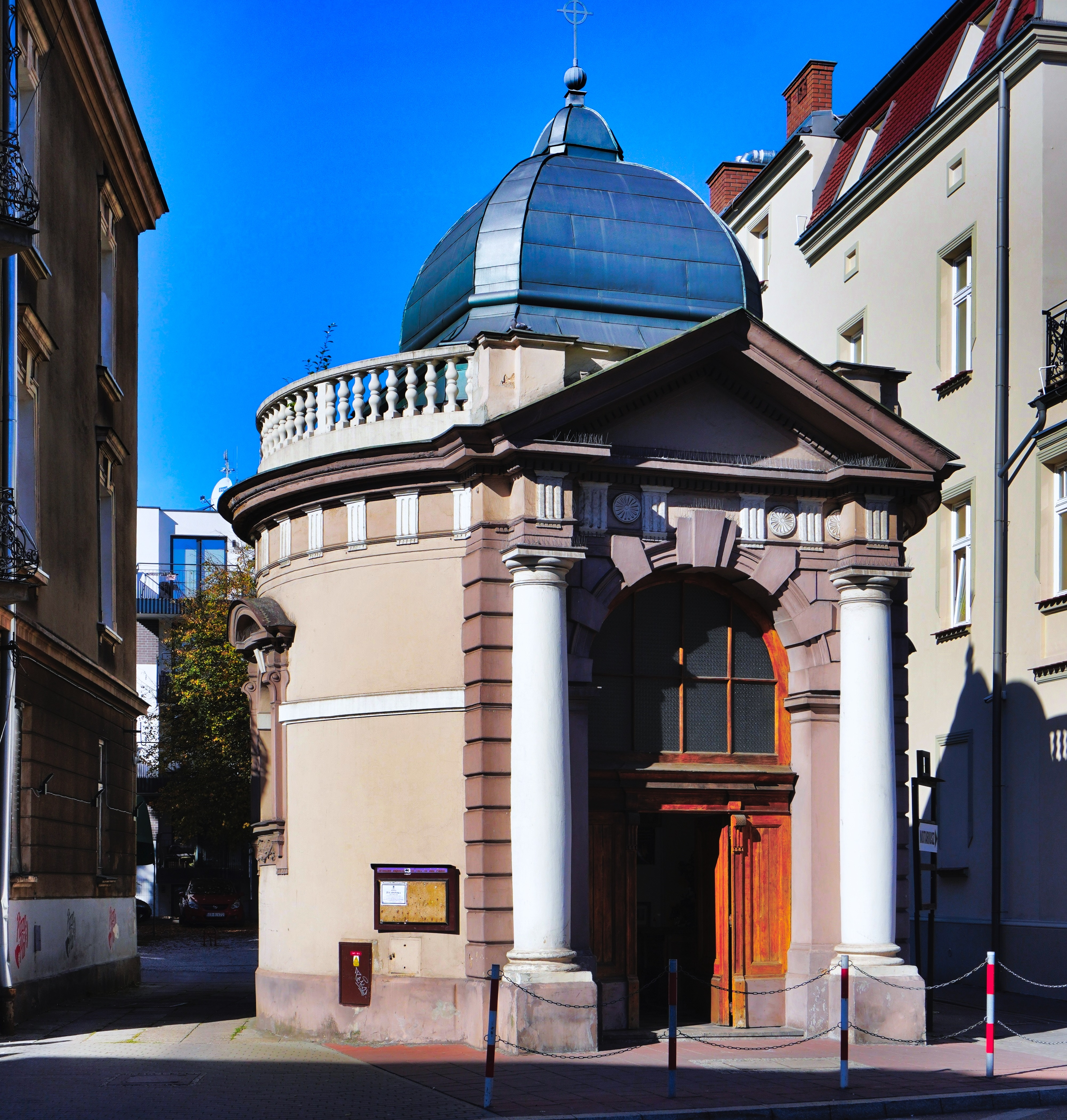
Kaplica Świętych Apostołów Piotra i Pawła
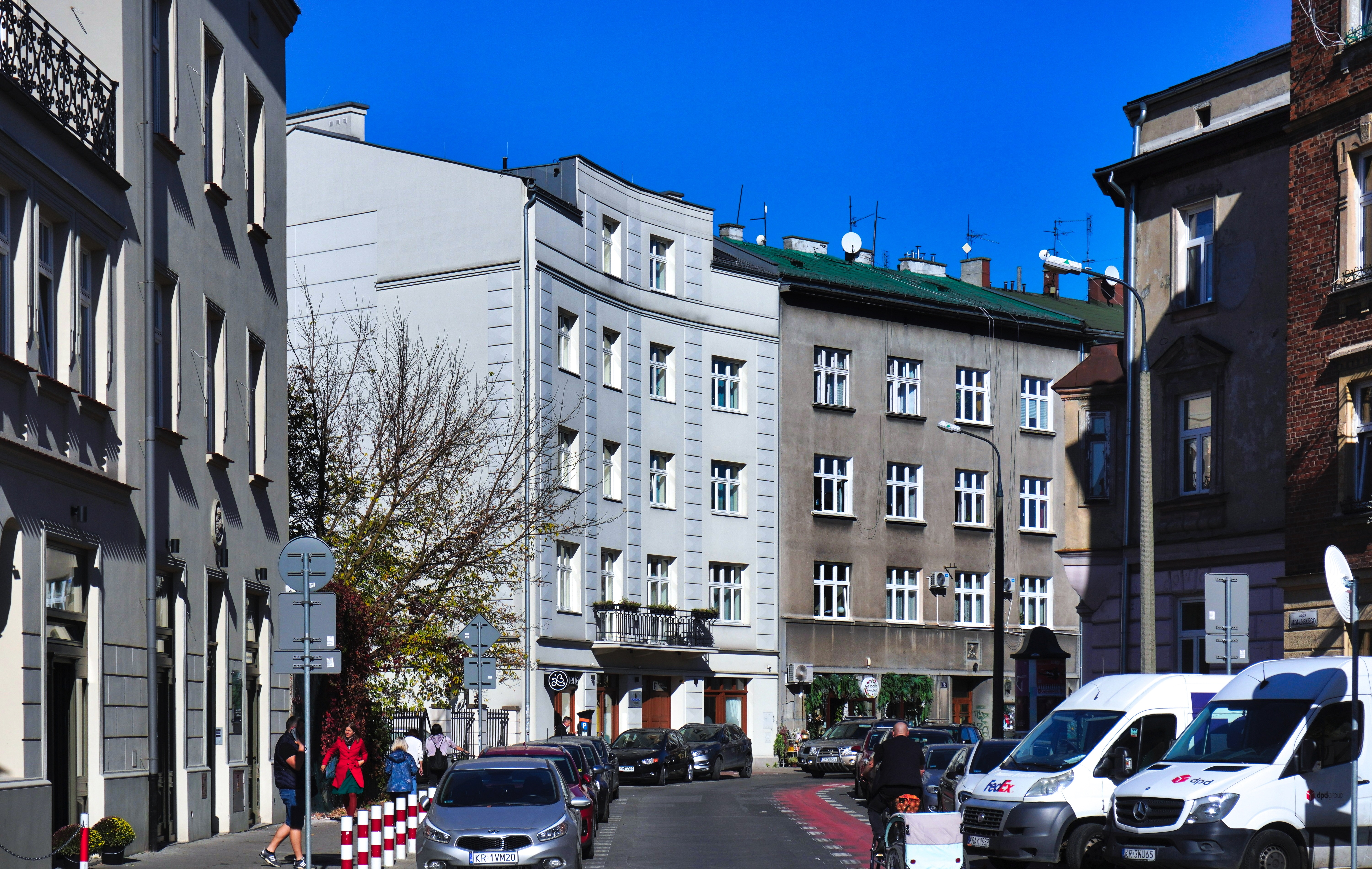
Ulica Antoniego Józefa Madalińskiego